# Schlacht bei Loigny und Poupry
Weißenburg – Spichern – Wörth – Colombey – Straßburg – Toul – Mars-la-Tour – Gravelotte – Metz – Beaumont – Noisseville – Sedan – Sceaux – Chevilly – Bellevue – Artenay – Châtillon – Châteaudun – Le Bourget – Coulmiers – Amiens – Beaune-la-Rolande – Villepion – Loigny und Poupry – Orléans – Villiers – Beaugency – Nuits – Hallue – Bapaume – Villersexel – Le Mans – Lisaine – Saint-Quentin – Buzenval – Paris – Belfort

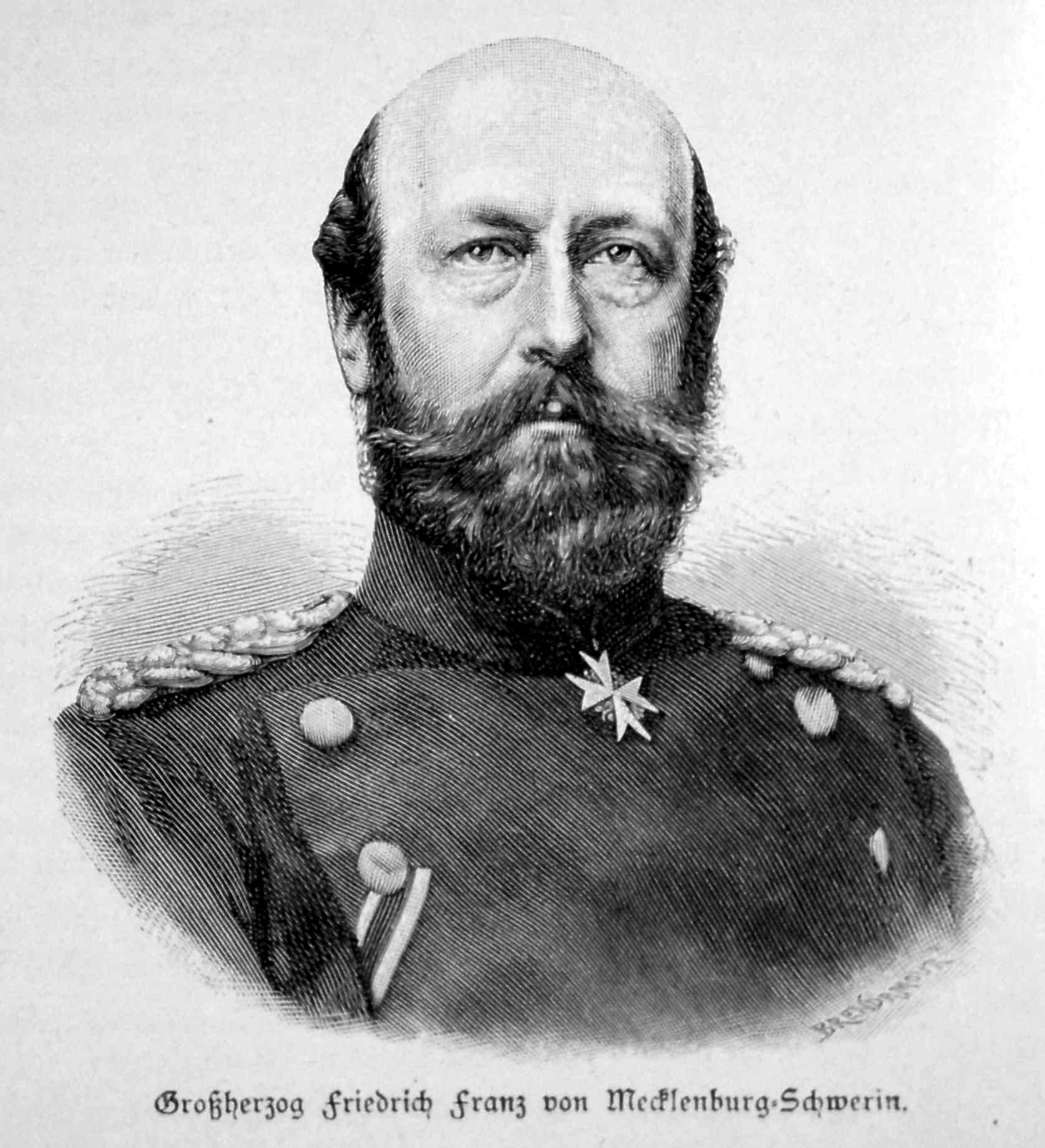
Großherzog Friedrich Franz II. von Mecklenburg-Schwerin

Die Schlacht von Loigny und Poupry (französisch Bataille de Loigny genannt) am 2. Dezember 1870 war eine Schlacht des Deutsch-Französischen Krieges. Das Zusammentreffen zwischen drei Korps der französischen Loirearmee und einer deutschen Armeeabteilung unter Friedrich Franz II. von Mecklenburg im Raum nördlich von Orléans endete mit einem deutschen Sieg.

## Vorgeschichte
Im Spätherbst / Winter 1870 ging die neu aufgestellte französische Loirearmee mit zwei Korps (XV. und XVI.) in Richtung auf Paris vor, um die Belagerung der Hauptstadt durch die deutsche 3. Armee aufzuheben. Bei diesem Vormarsch gelang es ihr nach der erfolgreichen Schlacht bei Coulmiers am 9. November 1870, die Stadt Orléans zurückzuerobern. Ein weiterer Vormarsch unterblieb vorläufig, da der Oberbefehlshaber Louis d’Aurelle de Paladines seine Truppen besser organisieren und ausbilden wollte. So begann der Vormarsch in Richtung Paris erst Ende November und dies auch nur auf massiven Druck des nationalen Verteidigungsrates unter Léon Gambetta.

### Ausgangslage

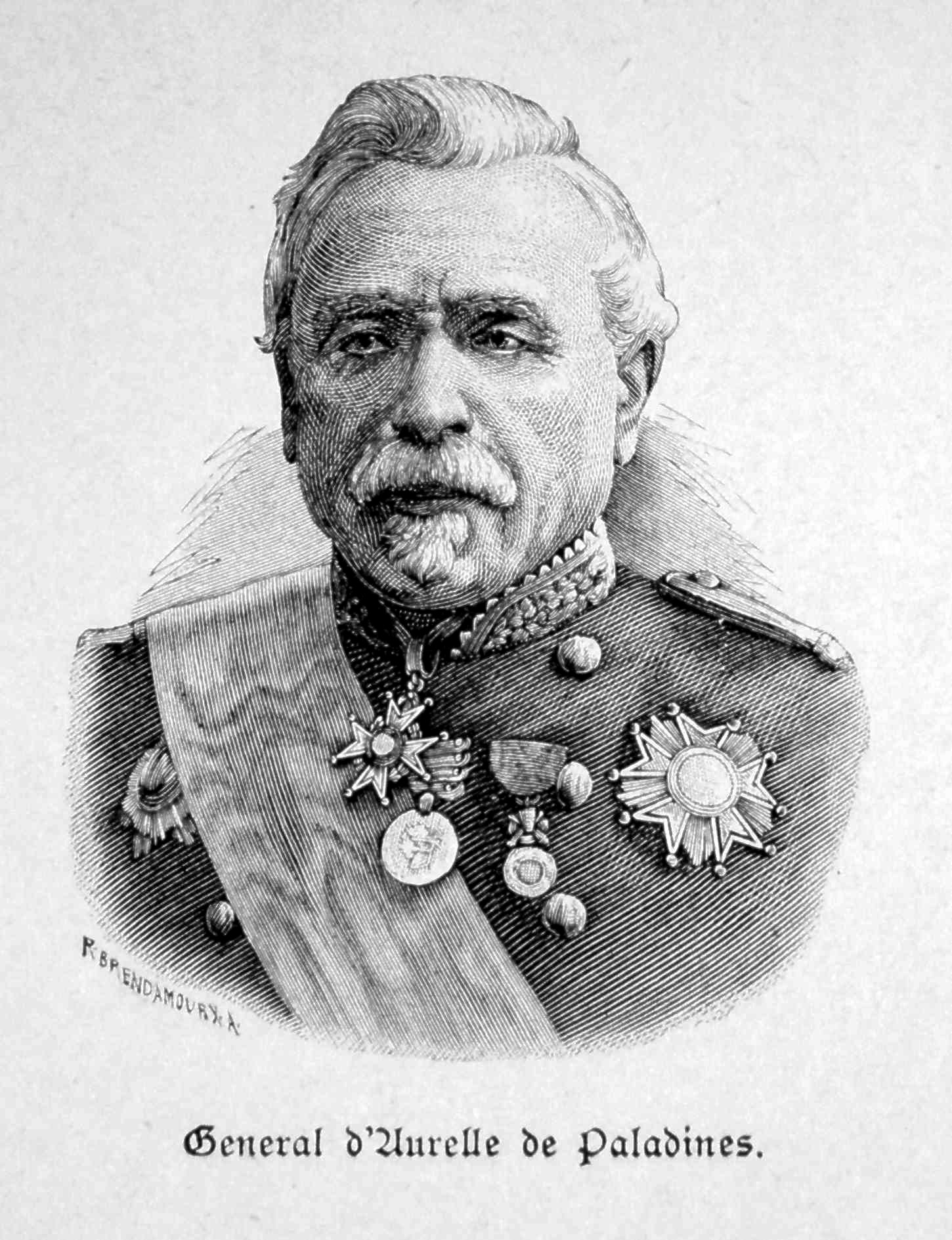
d’Aurelle de Paladines

Am 20. November war die nach der Belagerung von Metz freigewordene deutsche 2. Armee unter Prinz Friedrich Karl an der Linie Pithiviers (III. Armeekorps), Montargis (X. Armeekorps) herangekommen, das IX. Armeekorps verblieb vorerst als Reserve bei Angerville stehen. Nachdem die Masse der französischen Loirearmee an der Straße Orleans-Paris festgestellt wurde, befahl der Prinz die Konzentration des III. und IX. Armeekorps etwa auf der Höhe von Toury. Die neu gebildete Armeeabteilung unter dem preußischen General der Infanterie Friedrich Franz erhielt vom Prinzen den Befehl über Beaugency direkt gegen den linken Flügel der Franzosen vorzugehen.
Der neue Vormarsch der Franzosen erfolgte auf 80 Kilometer Breite, die einzelnen Divisionen marschierten nebeneinander. Das angegriffene deutsche X. Armeekorps konnte den Gegner am 28. November 1870 in der Schlacht bei Beaune-la-Rolande zurückschlagen. Der rechte Flügel der Loire-Armee musste sich darauf wieder in den Wald von Orléans zurückziehen. Um der Gefahr auf dem rechten Flügel zu begegnen, machte das Zentrum, bestehend aus dem XV. und XVI. Korps eine Schwenkung nach rechts in Richtung auf Pithiviers. Hierbei kam es am 1. Dezember zum Gefecht bei Villepion, bei dem sich die bedrängte 1. bayerische Division zurückziehen musste. Da jetzt bekannt war, wo sich die Franzosen befanden, erhielt die Armeegruppe Friedrich Franz am 2. Dezember den Befehl, zum Gegenangriff überzugehen. Die deutsche Front bestand rechts aus der 4. Kavallerie-Division (Prinz Albrecht von Preußen) und dem I. bayerischen Korps unter General von der Tann und der preußischen 17. Infanteriedivision im Zentrum, sowie der 22. Infanteriedivision und 2. Kavalleriedivision (Graf zu Stolberg) am linken Flügel.

## Die Schlacht

### Kämpfe bei Loigny

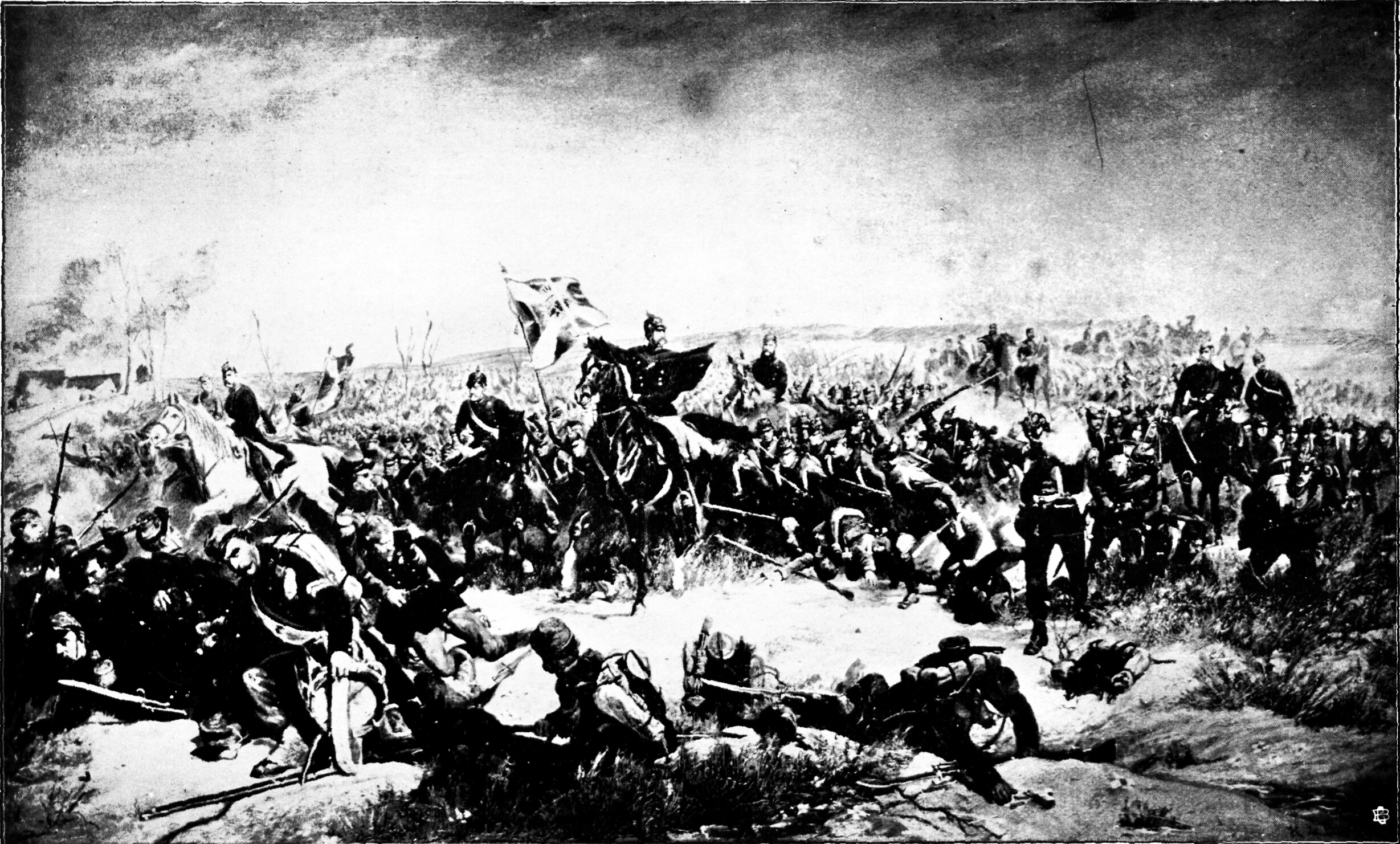
Hugo von Kottwitz mit dem Lübecker Bataillon der 76er

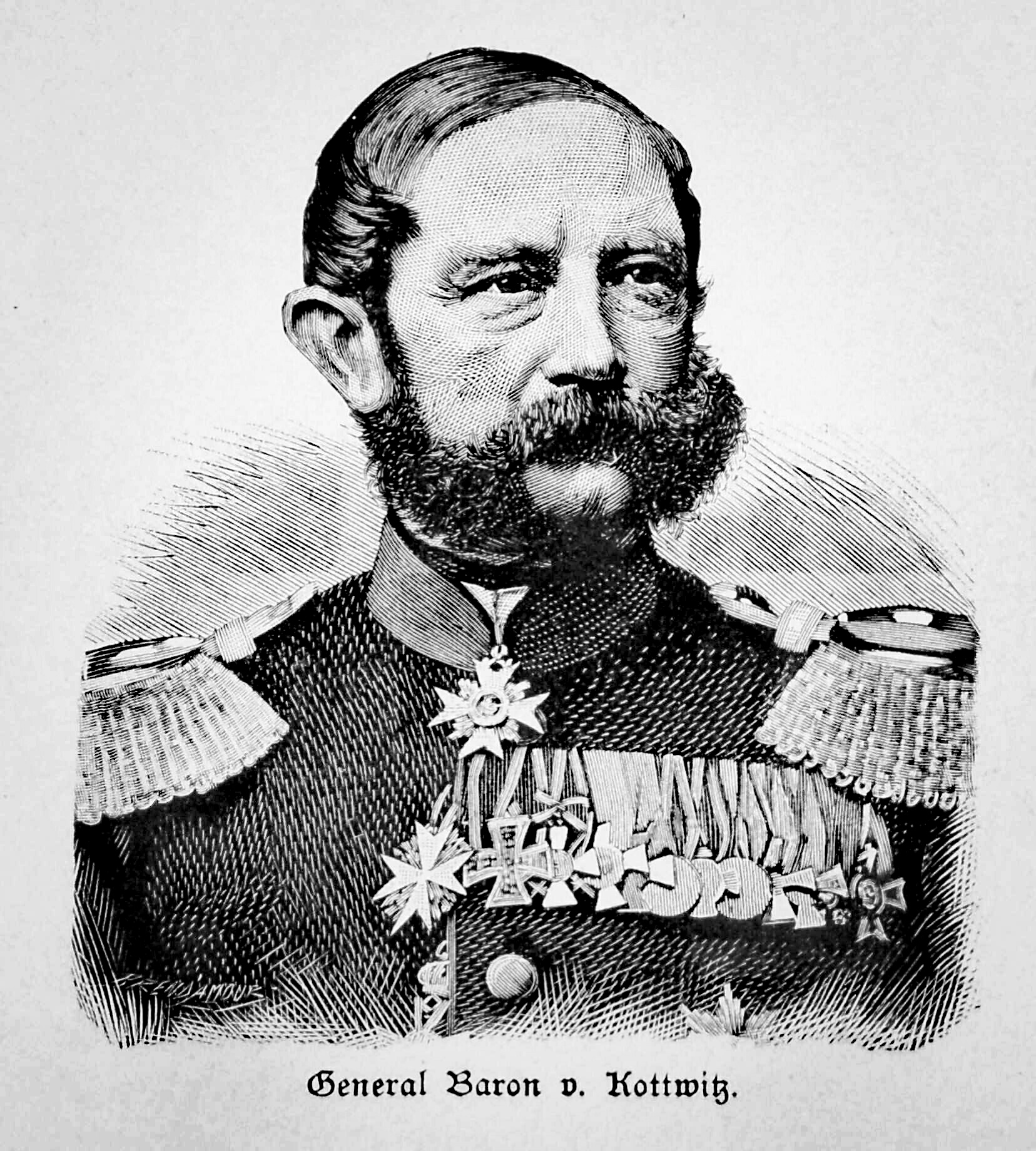
Hugo von Kottwitz

Nach dem Befehl von General d’Aurelle de Paladines hatte das XVI. Korps unter General Chanzy gegen die Höhen von Jouville vorzugehen, das XVII. Korps unter General de Sonis hatte dahinter marschierend, vom Nordrand des Waldes von Orleans zu folgen, rechts sollte das XV. Korps unter General Martin des Pallières über Artenay auf Poupry vorgehen.
Die 2. und 3. Division des Korps Chanzy waren morgens von Terminiers gegen die Linie Loigny und Lumeau vorgegangen, die 1. Division folgte als Reserve und die Kavalleriedivision des Generals Michel sicherte an der linken Flanke. Die Schlacht bei Loigny begann um 9 Uhr früh mit dem Angriff des XVI. französischen Korps auf die Bayern beim Schloss Goury (zwischen Loigny und Champdoux). Die Besetzung des Schlosses erfolgte durch Teile der 2. bayerischen Division (Generalleutnant von Maillinger) erst kurz vor Eintreffen der Franzosen. Etwa zeitgleich besetzten die 1. Bayerische Division (Generalleutnant Karl von Dietl), die 4. Kavalleriedivision (Prinz Albrecht von Preußen) und die bayerische Kürassierbrigade (Generalmajor von Tausch) den Ort Tanon-Baigneaux, von wo der Angriff in Richtung Terminiers erfolgen sollte. Die Bayern waren durch die Kämpfe der letzten Tage erschöpft und konnten den Vorstoß des zahlenmäßig überlegenen Gegners nicht aufhalten und mussten zurückgehen. Bei Beauvillers hatte die bayerische 2. Division das Andringen der Franzosen nur mit Mühe stoppen können. Um die hier drohende Niederlage zu verhindern, befahl Friedrich Franz der 17. Division (General von Tresckow), die links von den Bayern bei Lumeau stand, nach rechts zu schwenken und die Franzosen in der rechten Flanke anzugreifen. Ab 11:30 konnte ein zusätzlicher Gegenstoß der Bayern zwischen Beauvillers und Chateau de Goury die französische Division unter Admiral Jaureguiberry auf Loigny zurückdrängen. Durch den gleichzeitigen Angriff wurden die Franzosen im Ort von mehreren Seiten umschlossen. Durch Entblößung seines rechten Flügels musste General Chanzy mehrere Bataillone bei Terre noire eine Hakenstellung bilden lassen. Nach mehreren Versuchen gelang es der 33. Brigade unter Generalmajor Hugo von Kottwitz, Loigny einzunehmen und in den nächsten Stunden gegen alle weiteren Angriffe des eintreffenden XVII. Korps zu halten.

Französische Gedenkmedaille der „Schlacht bei Loigny“
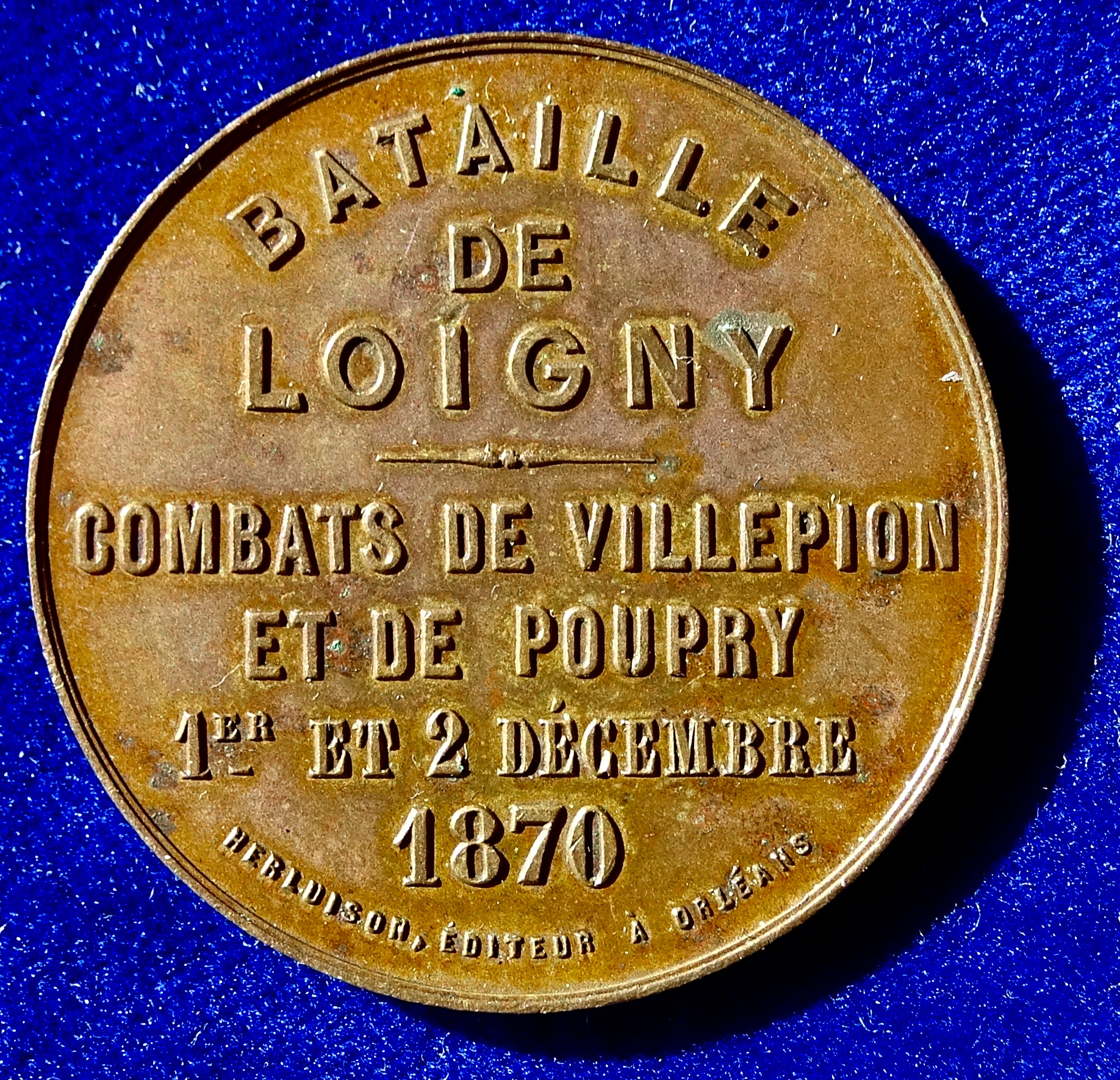
Vorderseite
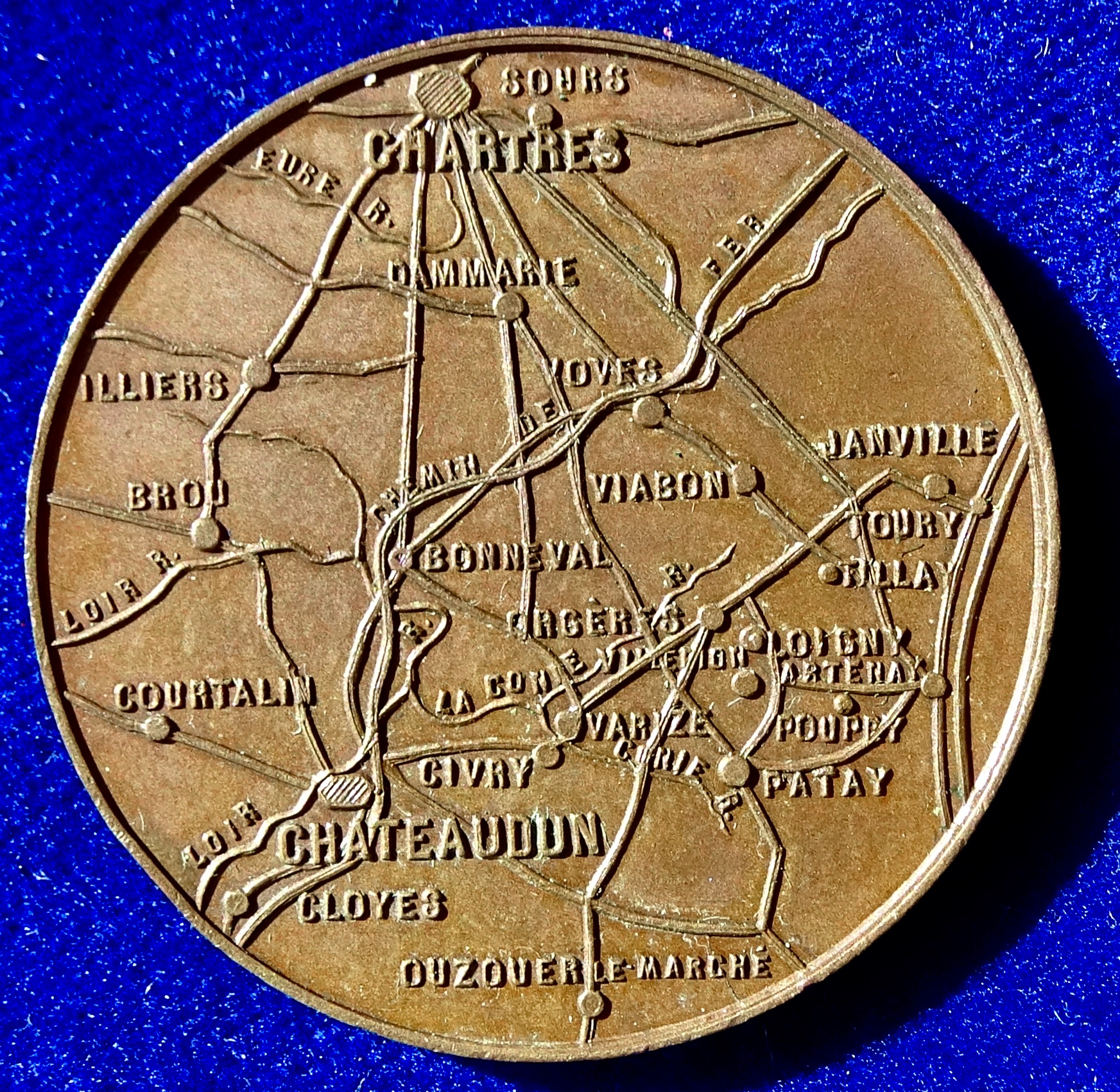
Rückseite

Henry Herluison aus Orléans erschuf die abgebildete französische Medaille zu der Schlacht. Auf der Vorderseite ist die Schlacht und ihr Zeitraum, auf der Rückseite auf einer Landkarte die Orte der Schlachten der Loirearmee abgebildet.

### Kampf bei Poupry

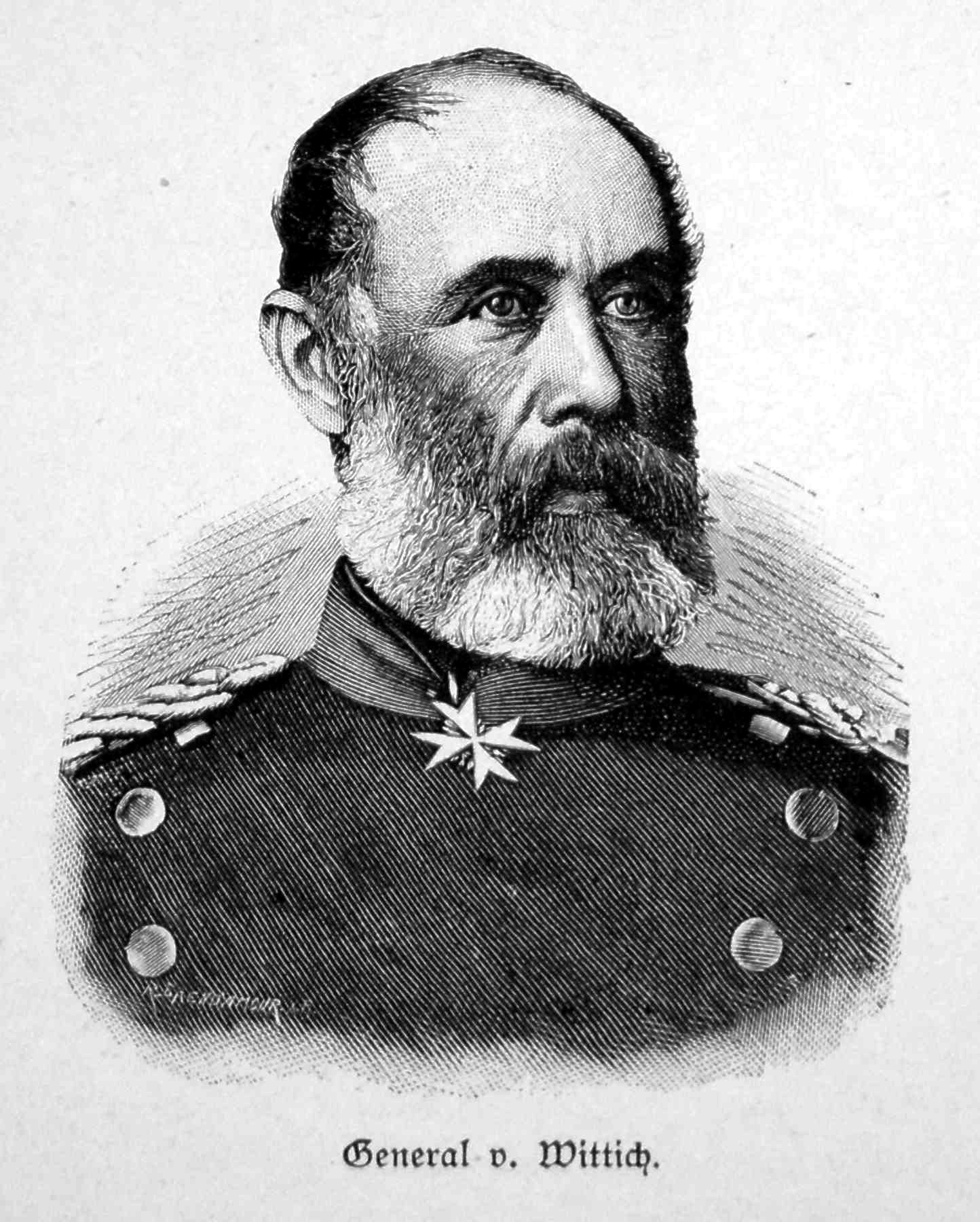
Ludwig von Wittich

Die 22. Division (Generalleutnant Ludwig von Wittich) befand sich morgens etwas zurück beim Ort Baigneaux und sollte zur Unterstützung in Richtung Lumeau vorgehen. Dabei kam es im Südosten zur Erweiterung der Kampffront und zum Kontakt mit der 2. und 3. Division des französischen XV. Korps, das von Artenay her vorging. Die 22. Division wurde dabei gezwungen, sich nach links gegen diesen Gegner zu wenden und sich bei Poupry festzusetzen. Zuerst traf die linke französische Flügelkolonne, die 3. Division unter General Peyvatin, bei Dambron nur auf die deutsche 3. Kavallerie-Brigade. Sobald General Wittich davon erfuhr, rückte er zur Unterstützung mit der Masse seiner Division über Anneux auf Poupry zu. Der im Laufschritt durch Anneux vorgehende Tete der 43. Brigade gelang es, den bereits in den Ort eingedrungenen Feind wieder hinauszuwerfen. Sechs Batterien der 43. Brigade fuhren südlich an Morale angelehnt auf und lieferten den Kolonnen der französischen 2. Division unter General Martineau zwischen Poupry und Autroches ein hinhaltendes Feuergefecht. Hierbei gelang es unter großen Verlusten, mehrere französische Angriffe abzuschlagen. Gegen 16:00 Uhr gingen die Franzosen ihrerseits an der ganzen Linie mit starken Schwärmen von Tirailleurs vor, welche bei Poupry und Morale abgewiesen wurden. Der Kommandeur der 43. Brigade, Oberst von Kontzki, fiel beim Vorstoß über Poupry hinaus. Die 22. Division blieb bis 22:00 Uhr abends kampfbereit in Abwehrstellung und ging erst nach dem im Zentrum bei Loigny erreichten Sieg wieder auf bessere Positionen um Anneux zurück.

### Schlussphase

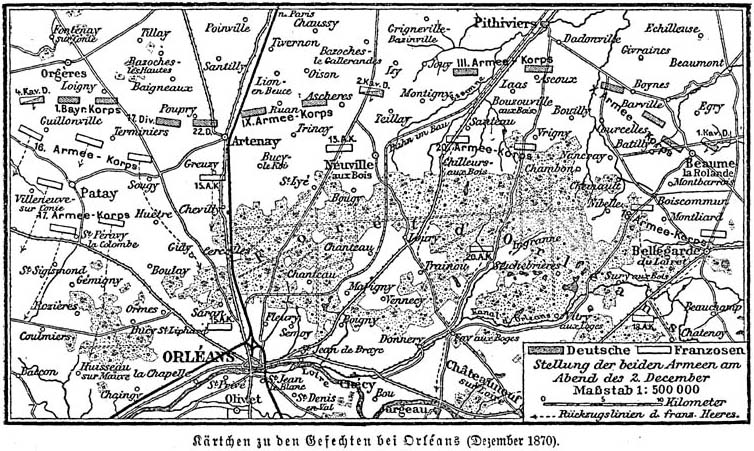
Lage am 2. Dezember abends

Bis etwa 16:30 Uhr war es der bayerischen 2. Brigade unter Generalmajor von Orff gelungen, die Franzosen etwa zwei Kilometer hinter Loigny zurückzudrängen, dabei sicherte die 4. Kavalleriedivision an der linken Flanke. Eine Umfassung scheiterte jedoch am Widerstand der Franzosen. Im Zentrum südlich Lumeau traf verspätet auch die Vorhut des französischen XVII. Korps an der Schlachtfront ein, konnte jedoch die verlorene Schlacht nicht mehr zu ihren Gunsten ändern. Bis zum Einbruch der Nacht hatten sich auch die deutschen Verbände wieder zurückgezogen, das Schlachtfeld blieb von den jeweiligen Vorpostenreihen besetzt. Bei Poupry war das französische XV. Korps auf die Linie Artenay und Dambron zurückgegangen.

## Folgen
Der Vormarsch der französischen Truppen auf Paris war nach dieser Niederlage nicht mehr möglich. Am 3. Dezember ging die deutsche 2. Armee unter Friedrich Karl im Raum Orléans zum allgemeinen Angriff über. Auch die Armeeabteilung des Großherzogs Friedrich Franz setzte ihren Angriff fort und besetzte am 5. Dezember Orléans. Obwohl an dieser Niederlage Gambetta durch sein eigenmächtiges Eingreifen in die militärischen Operationen wesentlich Schuld trug, wurde alleine General d’Aurelle de Paladines für das Unglück verantwortlich gemacht und am 6. Dezember seines Kommandos enthoben.

## Gedenken

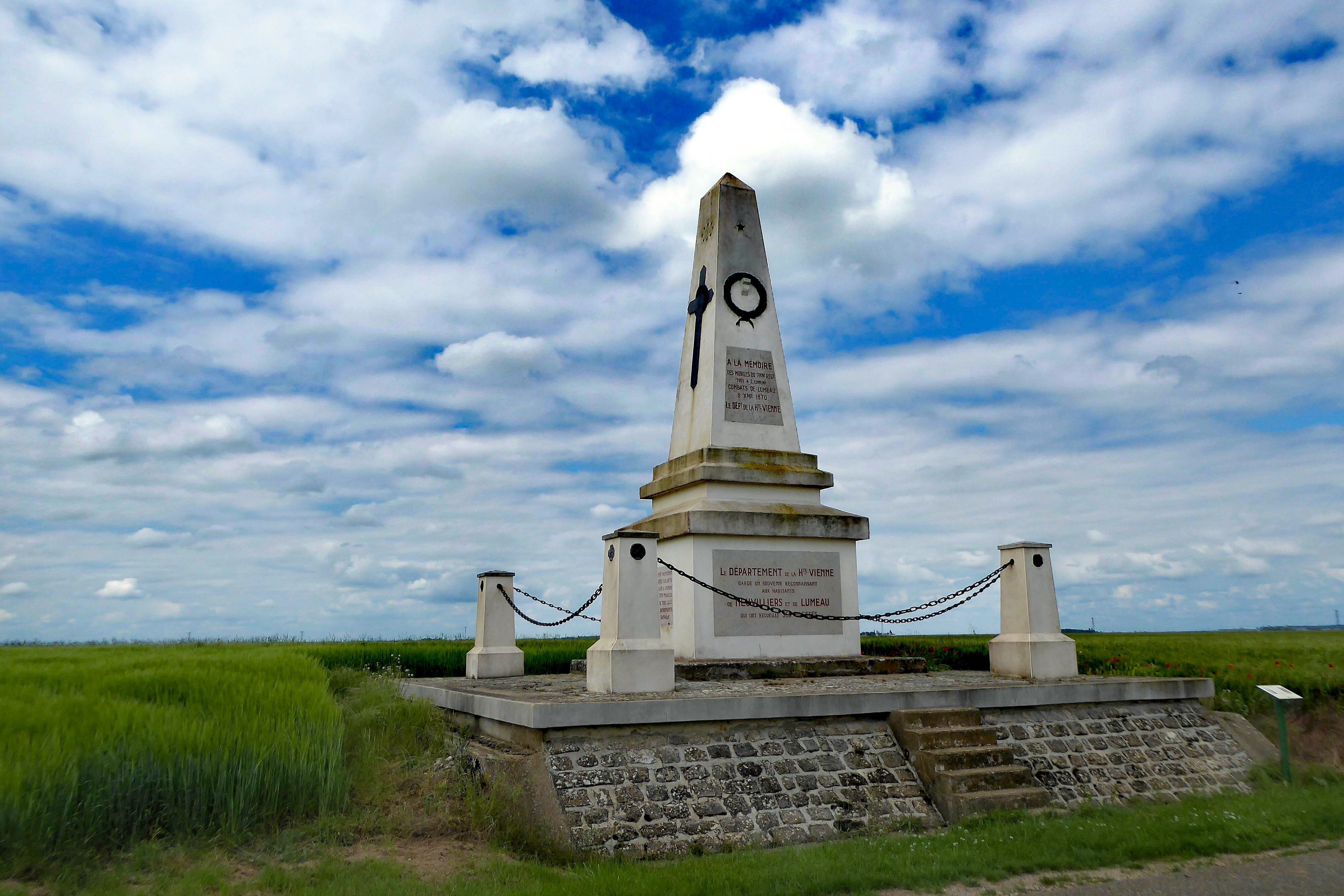
Schlacht bei Loigny-Lumeau-Poupry (2 XII 1870) Denkmal für 1100 französische und 40 deutsche Soldaten

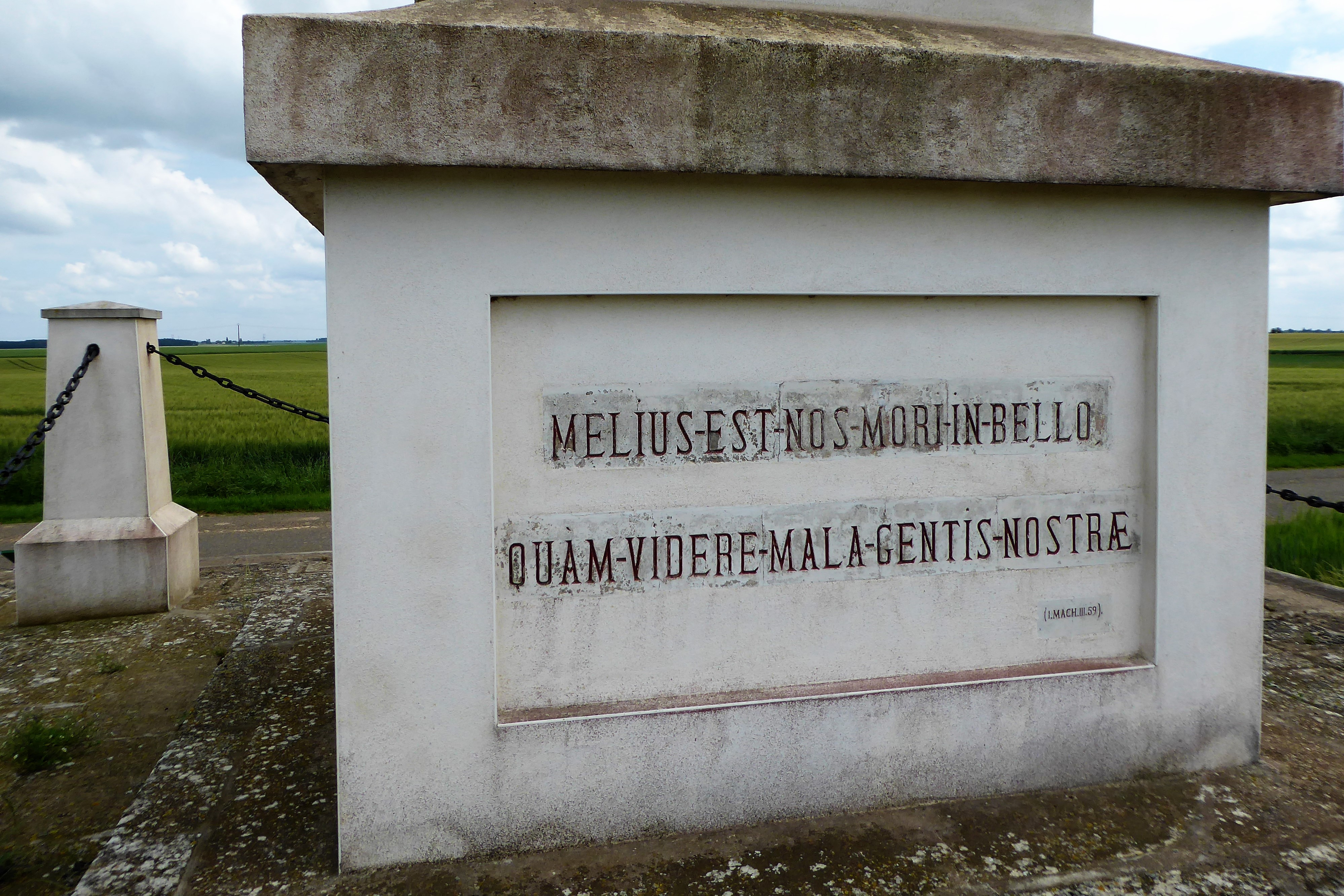
Kampf bei Lumeau und Neuvilliers (2 XII 1870) Denkmal : „Melius est nos mori in bello quam videre mala gentis nostrae (1 Mac 3, 59)“

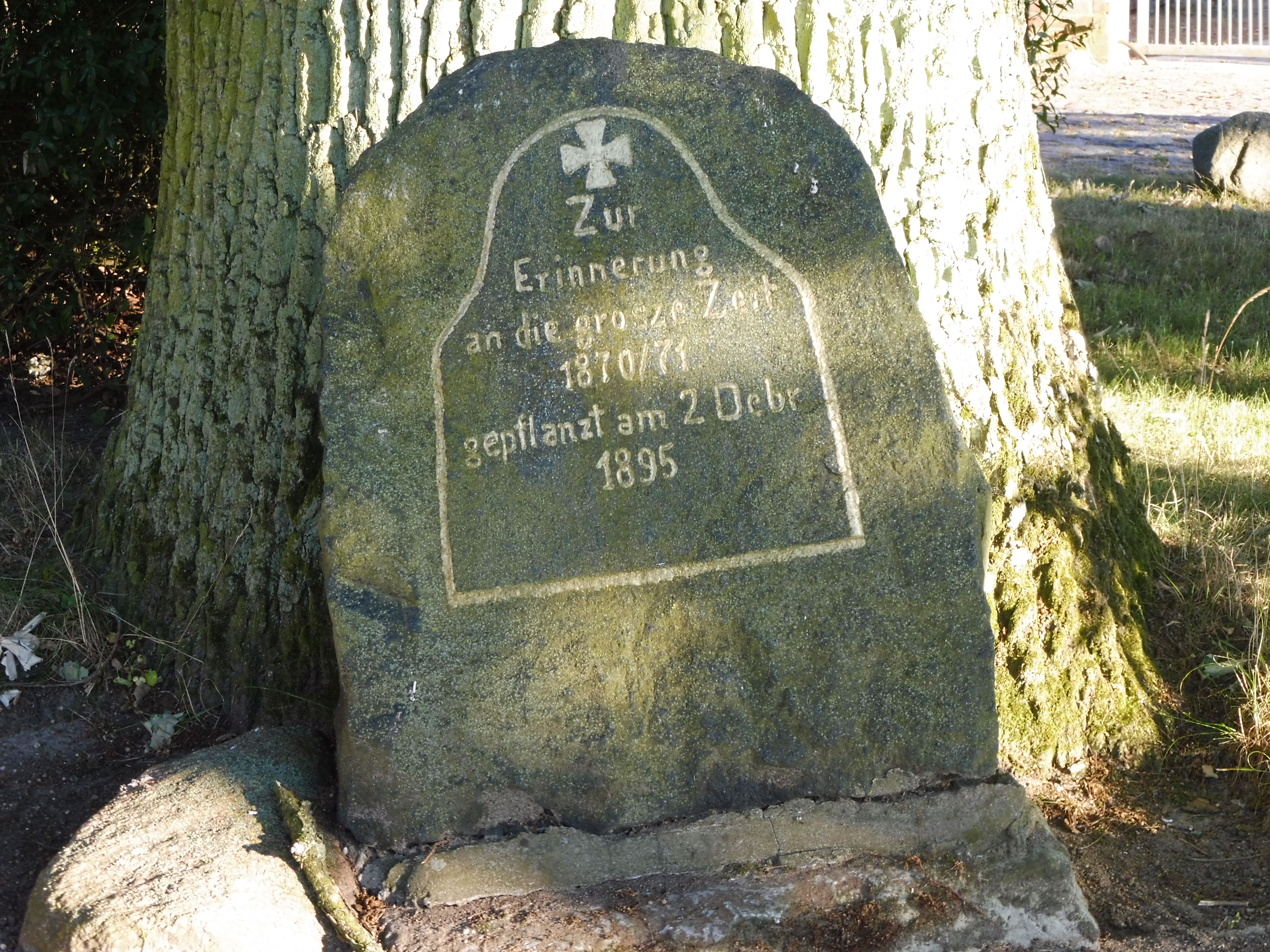
Gedenkstein in Barkow, Mecklenburg

Ein Relief am Prinz-Albrecht-von-Preußen-Denkmal (Berlin) der Bildhauer Eugen Boermel und Conrad Freyberg zeigt eine Szene aus dieser Schlacht. Es zeigt unter anderem den Prinzen Albrecht von Preußen, der als General der Kavallerie am Krieg gegen Frankreich teilgenommen hatte.